# Southern Poverty Law Center
Das Southern Poverty Law Center (SPLC, deutsch etwa „Rechtszentrum zur Armut des Südens“) ist eine gemeinnützige US-amerikanische Organisation mit dem Zweck, Rassismus zu bekämpfen und Bürgerrechte durch Forschung, Bildung und Zivilklageverfahren zu fördern.
Die SPLC ist die Organisation, die am häufigsten mit der Verfolgung von Hassgruppen in den Vereinigten Staaten in Verbindung gebracht wird. Sie führt Listen von Hassgruppen, die sie als Gruppen definiert, die „Überzeugungen oder Praktiken haben, die eine ganze Klasse von Menschen angreifen oder verleumden, typischerweise wegen ihrer unveränderlichen Eigenschaften“. Sie sagt, dass zu den Aktivitäten von Hassgruppen Reden, Märsche, Kundgebungen, Versammlungen, Veröffentlichungen, Flugblätter und kriminelle Handlungen wie Gewalt gehören können. Seit den 2000er-Jahren wurde die Klassifikation und Auflistung von Hassgruppen (Organisationen, die die SPLC entweder „als eine ganze Klasse von Menschen angreifend oder verleumdend“) und Extremisten durch die SPLC oft als maßgebend beschrieben und werden in der akademischen und medialen Berichterstattung über solche Gruppen und verwandte Themen weithin akzeptiert und zitiert.

## Gründung

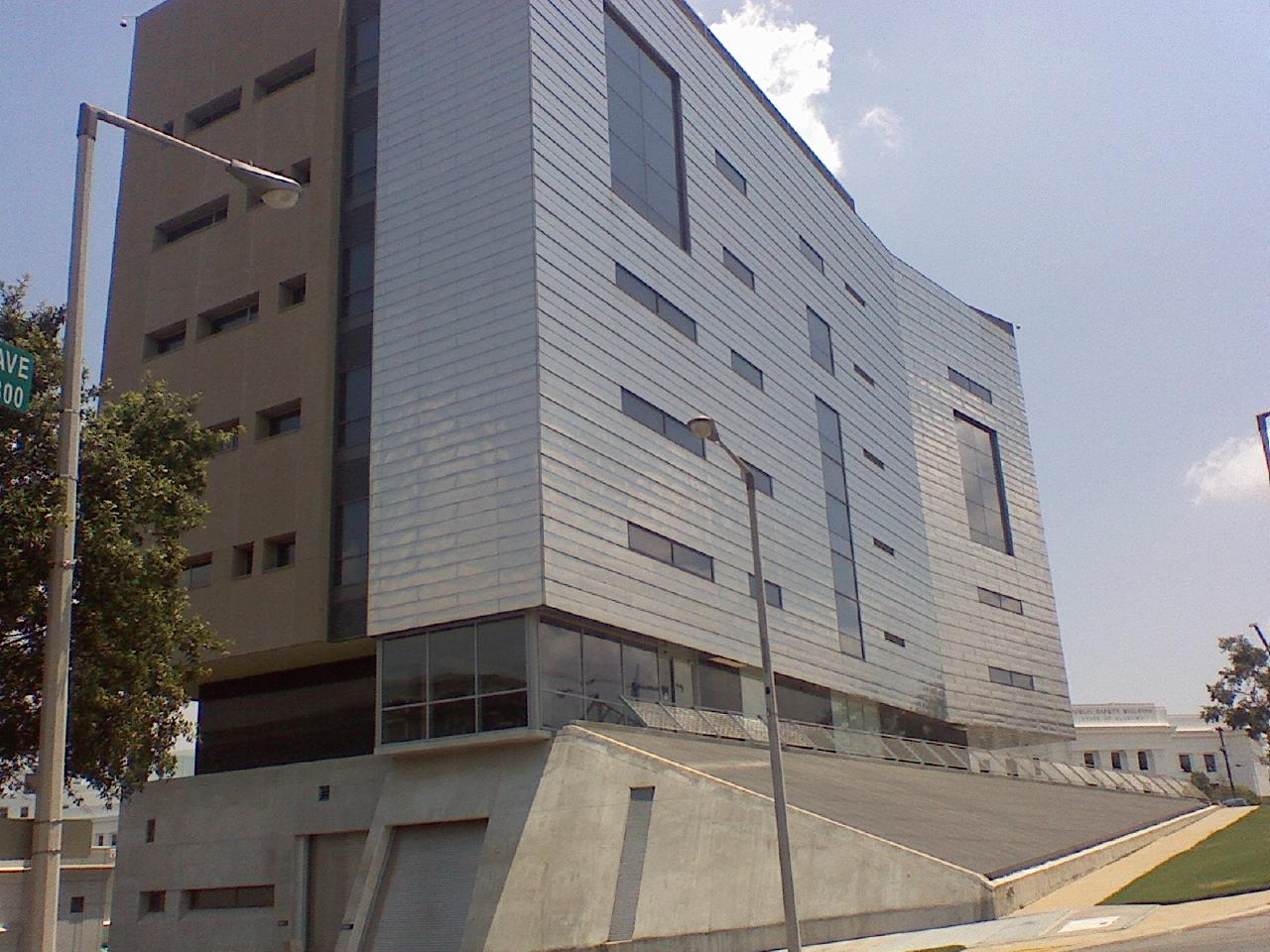
Hauptsitz des SPLC in Montgomery, Alabama

1971 gründeten die Anwälte Morris Dees und Joseph Levin sowie Julian Bond in Montgomery, Alabama, wo 1955 der Busboykott von Rosa Parks begonnen hatte, das SPLC ursprünglich als Rechtsanwaltskanzlei. Anlass war ein laufender Prozess zur Rassentrennung (Smith vs. YMCA). Dee hatte als Spendensammler im Präsidentschaftswahlkampf für George McGovern (Demokrat) ein seither kopiertes, lukratives System entwickelt, bei dem potentielle Kleinspender direkt angeschrieben wurden, sodass trotz verlorener Wahl noch Geld übrig blieb. McGovern überließ Dee dafür 700.000 Adressen, die dieser in das SPLC einbrachte. In der Zeit von 1971 bis 1979 führte Julian Bond den Vorstand der Kanzlei.
1981 begann das SPLC mit dem Projekt der Beobachtung von Aktivitäten des Ku-Klux-Klans („Klan-Watch“). Dieses Projekt wurde in den folgenden Jahren auf weitere Gruppen ausgedehnt. 1983 wurde ein Anschlag mit einer Brandbombe auf das Büro ausgeführt. 1985 erklärten Mitglieder des Klans und ein Sympathisant sich vor Gericht für schuldig am Legen des Feuers. Zu den vom SPLC geführten Rechtsprozessen zählt unter anderem die Klage gegen United Klans of America wegen der Ermordung von Michael Donald, woraufhin 1987 United Klans zu einer Strafe in Höhe von 7 Millionen US-Dollar ($) verurteilt wurde.

## Aktivitäten
Das Zentrum beliefert seit 1991 55.000 amerikanische Schulen mit Unterrichtsmaterial zur Toleranzförderung. An Studenten verteilt es Broschüren wie „Wege zur Bekämpfung von Hass auf dem Campus“ sowie Anregungen zur „Diversity Education.“
Es finanziert ein „Klan-Watch“-Programm, das sich auf den Ku-Klux-Klan bezieht und darin eine „Militia Task Force“, die 800 von ihm sogenannte „Hass-Gruppen“ überwacht. Diese Gruppen werden in Rassentrennung (Nation of Islam), Ku-Klux-Klan, Neonazis, Christian Identity, Skinheads, Neokonföderierte und „Andere“ (Jewish Defense League) gegliedert. Aktivitäten einzelner Personen wie Kevin B. MacDonald und Pat Robertson  werden seitens des Zentrums überwacht, Organisationen wie die Constitution Party werden als bedenkliche Gruppen (groups of concern) eingestuft.
SPLC führte zahlreiche und von der nationalen Presse umfangreich kolportierte Prozesse, die ihm nebenbei erhebliche Geldmittel im Gerichtssaal und durch fallbezogene Spenden einbrachten. 1987 gewann die Gruppe einen Prozess für die Mutter eines schwarzen Lynchopfers (Michael Donald) gegen die United Klans of America und erstritt 7 Mio. $, die die Verurteilten jedoch nicht bezahlen konnten. Das Vermögen der Vereinigung, ein Gebäude im Wert von 51.000 $, wurde der Mutter übereignet. 1990 fand ein Gericht in Portland, Oregon, eine Neonazi-Gruppe des Todes eines äthiopischen Emigranten für schuldig, in dessen Folge Tom Metzger und die White Aryan Resistance zur Zahlung von 12,5 Mio. $ verurteilt wurden, was diese in den Bankrott trieb. Weiter führte das SPLC zahlreiche Prozesse gegen den Ku-Klux-Klan.
1989 finanzierte es die Errichtung des Civil Rights Memorials der Künstlerin Maya Lin in Downtown Montgomery. Es produziert Dokumentarfilme (etwa: „Götter und Generäle“ – das Weißwaschen der Konföderierten), gibt das Magazin Intelligence Report sowie ein Jugendmagazin heraus und versendet einen „Klanwatch-Newsletter.“
SPLC wertete den Family Research Council als homophob.

### Belästigungsvorwürfe
Im März 2019 entließ die SPLC den Gründer Morris Dees aus unbekannten Gründen und entfernte seine Biographie von ihrer Website. In einer Erklärung zu der Entlassung kündigte die SPLC an, sie werde eine „externe Organisation einschalten, um eine umfassende Bewertung unseres internen Klimas und unserer Arbeitsplatzpraktiken durchzuführen“.
Nach der Entlassung wurde ein von zwei Dutzend SPLC-Mitarbeitern unterschriebener Brief an die Unternehmensleitung geschickt, in dem die Besorgnis zum Ausdruck gebracht wurde, dass „Vorwürfe von Misshandlung, sexueller Belästigung, Geschlechterdiskriminierung und Rassismus die moralische Autorität dieser Organisation und damit auch unsere Integrität bedrohen“.
Ein ehemaliger Mitarbeiter schrieb, dass die „unkontrollierte Macht der üppig entschädigten weißen Männer an der Spitze“ der SPLC zu einer Kultur beitrug, die schwarze und weibliche Mitarbeiter zur Zielscheibe von Belästigungen machte. Die SPLC beauftragte Tina Tchen, eine ehemalige Stabschefin der ehemaligen First Lady Michelle Obama, mit der Überprüfung und Untersuchung aller Probleme im Arbeitsumfeld der Organisation.
Eine Woche später kündigten Präsident Richard Cohen und die juristische Direktorin Rhonda Brownstein inmitten der internen Untersuchungen ihren Rücktritt an. Der stellvertretende Leiter der Rechtsabteilung kündigte seinen Rücktritt an mit der Begründung, es gäbe Bedenken hinsichtlich der Arbeitsplatzkultur. Cohen sagte: „Welche Probleme auch immer bei der SPLC bestehen, sie geschahen unter meiner Aufsicht, also übernehme ich die Verantwortung dafür.“

### Kritik
Die Listen der SPLC waren auch Gegenstand der Kritik anderer, die argumentieren, dass einige der Listen der SPLC überzogen, politisch motiviert oder ungerechtfertigt seien. Es gab auch Vorwürfe des Missbrauchs oder der unnötig verschwenderischen Verwendung von Geldern durch die Organisation, was einige Mitarbeiter dazu veranlasste, die Zentrale "Armutspalast" zu nennen.

## Finanzen
Das SPLC ist die Bürgerrechts-Organisation mit den größten finanziellen Reserven in den USA. 1996 nahm es 14 Mio. $ ein und besaß zu der Zeit 68 Mio. $ Rücklagen. Im Jahr 2004 waren es 152 Mio. $ bei nun 49,8 Mio. Einnahmen, davon 29,7 Mio. durch Spenden. Seine Direktoren gehören mit Jahresgehältern von 171.000 bis 297.000 $ zu den 50 bestbezahlten Vorständen gemeinnütziger Organisationen in den USA. Zu den Spendern gehören Apple, Cisco Systems, Picower Foundation, Richard and Rhoda Goldman Fund und Grove Foundation.